# Pivdennoukrajinsk
Pivdennoukrajinsk (ukrajinsky Південноукраїнськ, dříve do roku 2024 Jižnoukrajinsk) je město v Mykolajivské oblasti na Ukrajině. Leží na východním břehu Jižního Bugu zhruba 120 kilometrů na sever od Mykolajivu, 170 kilometrů na severovýchod od Oděsy, 200 kilometrů na západ od Kryvého Rihu a 370 kilometrů na jih od Kyjeva. V roce 2022 žilo v Pivdennoukrajinsku přes 38 tisíc obyvatel.
V roce 2024 bylo v souvislosti s derusifikací město přejmenováno na Pivdennoukrajinsk.
Město bylo založeno v roce 1975 stejně jako nedaleká Jihoukrajinská jaderná elektrárna.